# Помрачење
Помрачење или еклипса је астрономски догађај током којег једно небеско тело улази у сенку другог небеског тела. Помрачење може бити: потпуно, када једно небеско тело буде у потпуности заклоњено другим небеским телом, или делимично, када једно небеско тело буде делимично заклоњено другим небеским телом. Ово поравнање три небеска објекта познато је као сизигија. Помрачење Сунца или Месеца настаје када се они налазе у близини једног чвора Месечеве стазе око Земље (стаза Месеца нагнута је према еклиптици за 5° 9').

## Етимологија
Термин еклипса је изведен из старогрчке именице ἔκλειψις (ékleipsis), што значи „напуштање”, „пропаст” или „затамњење небеског тела”, што је изведено од глагола ἐκλείπω (ekleípō) који значи „напустити”, „потамнети” или „престати да постоји”, комбинација префикса ἐκ- (ek-), од предлога ἐκ (ek), „оут”, и глагола λείπω (leípō), „бити одсутан”.

## Помрачење Сунца
Помрачење Сунца настаје када се Месец испречи између Сунца и Земље, па делимично или потпуно заклони Сунце. Месец је тада у фази млађака, а Сунце се може налазити до 16,5° с једне или друге стране узлазног или силазног месечевог чвора. Лук од 33° покрај чвора Сунце пролази за 34 дана, а Месец тада може два пута доћи у фазу млађака (сваких 29,53 дана). У једној години морају бити барем два помрачења Сунца, а највише их може бити пет, ако се прво догоди почетком јануара, а пето крајем децембра. Линија чворова закреће се ретроградно за 19,3° годишње, па Сунце кроз исти чвор пролази након 346,62 дана (еклипсна или драконистичка година).
Помрачење Сунца може бити потпуно (тотално), прстенасто (ануларно), делимично (парцијално) и хибридно (када се у средишњој фази помрчење запажа као потпуна, а изван средишње фазе као прстенасто). Различите врсте помрачења настају јер је стаза Месеца елиптична. Када је Месец удаљенији, не заклања цели Сунчев диск и запажа се прстенасто помрачење, а када је Месец ближе, може потпуно да заклони Сунце и наступа потпуно помрачење. Помрачење Сунца се опажа с малог дела Земље. Због окретања Земље, Месечева сенка прелази по Земљиној површини од запада према истоку, па се потпуно помрачење види с ускога појаса (зоне тоталитета). Сенка није шира од 270 километара и путује брзином од 1 , па потпуно помрачење у некој тачки Земље траје највише 3 минута 31 секунди. При потпуном помрачењу збивају се четири додира: руб Месеца наилази на руб Сунца, напредујући руб Месеца стиже до супротнога Сунчевог руба, залазни Месечев руб дотиче почетни руб Сунца, Месец напушта Сунце; од првога до четвртога додира могу проћи до 3 сата. Потпуно помрачење Сунца на некоме месту Земљине површине јавља се у просеку сваких 400 година. Последње потпуно помрачење Сунца, видљиво са Балкана, догодило се 15. фебруара 1961. године, а следеће ће се догодити 3. септембра 2081.

## Помрачење Месеца
Помрачење Месеца настаје уласком Месеца у Земљину сенку, види се с целе Земљине ноћне полутке, притом је Месец обасјан загаситоцрвеном светлошћу која се распршила пролазећи кроз Земљину атмосферу. Помрачење Месеца настаје када је Месец пун, а купа Земљине сенке удаљена је највише 11° од једнога Месечевог чвора. Како Земљина сенка тим подручјем пролази сваких 21 до 22 дана, а мене се понављају сваких 29,53 дана, у једној години може бити највише 3 помрачење Месеца, а у неким се годинама не догоди ни једно. Површина Земљине сенке неколико је пута већа од површине Месеца, па Месец може кроз сенку пролазити до 1 сат 47 минута.
Збир помрачења Месеца и Сунца у години не може бити већи од 7, а мањи од 2. Најчешће се збивају по два помрачења Сунца и Месеца, а највише се могу догодити три Месечева и четири Сунчева, или два Месечева и пет Сунчевих. Будући да се помрачење Месеца види с целе тамне Земљине полулопте, а помрачење Сунца само с ускога појаса, чини се да се помрачење Месеца збива чешће од помрачење Сунца, иако је обрнуто. Помрачења се збивају готово у истом редоследу након 18 календарских година и 11 и 1/3 дана, или 10 и 1/3 дана ако раздобље обухвата 5 преступних година, односно 12 и 1/3 дана ако обухвата само 3 преступне године, што се може догодити на прелазу века (Саросов период).

## Помрачења осталих небеских тела
Меркур и Венера прелазе преко Сунчевог круга (транзит), а Месец и планете заклањају позадинске звезде (окултација). Помрачења Јупитерових сателита служила су поморцима у доба када механички сатови нису били довољно поуздани за одређивање тачног времена које је било потребно за прорачун географске дужине. Помрачење звезда догађа се у системима двојних звезда што се на Земљи запажа као периодична промена сјаја. Звезду могу делом помрачити и екстрасоларне планете, а то се прецизним мерењем интензитета светлости звезда може забележити; на пример пратилац звезде ХД 209 458, удаљене 150 светлосних година, планета је 1,32 пута већег полупречника од Јупитеровог, а замрачује звезду за 1,5% сваких 3,5246 дана.
Помрачења се истражују ради спознаје о маси, обиму, међусобној удаљености, инклинацијама и атмосферама тела која се помрачују.